# Молнар, Роберт Андреевич
Ро́берт Андре́евич Мо́лнар (укр. Роберт Андрійович Молнар; 24 июня 1991 года, Великая Добронь, Закарпатская область) — украинский футболист, полузащитник

## Игровая карьера
Воспитанник ужгородского футбола. После завершения обучения проходил стажировку в молодёжном составе ужгородского «Закарпатья». С 2010 по 2012 год выступал в любительских командах Среднего и Ужгорода.
В 2012 году Молнар вновь был приглашён в главную команду области, но как и прежде весь сезон отыграл в молодёжной команде. В Премьер-лиге дебютировал 26 мая 2013 года в последнем матче чемпионата против «Ворсклы». Матч последнего тура для обеих команд ничего не решал, и представители «Говерлы» ещё до него заявили, что в Полтаву не поедет ряд игроков. В результате ужгородцы даже не смогли заполнить заявку, а на поле Роберт Молнар вышел в стартовом составе. В этом матче помимо Молнара в футболке «Говерлы» дебютировали также Сергей Курта и Виктор Ряшко. Эта игра стала единственной для Роберта в составе первой команды.
В 2013 году Молнар перешёл в венгерский клуб второго дивизиона «Варда». Вместе с Робертом в Венгрии играли его соотечественники Владимир Корнутяк и Владислав Микуляк.
В мае 2018 года был вызван главным тренером сборной Закарпатья Иштваном Шандором для участия в чемпионате мира ConIFA. Команда смогла дойти до финала, где в серии пенальти одолела Северный Кипр (0:0 основное время и 3:2 по пенальти). Украинская ассоциация футбола расценила участие сборной Закарпатья как провокацию и посягательство на авторитет и имидж федерации, а СБУ обвинила игроков в пропаганде сепаратизма и подрыве территориальной целостности Украины. В итоге Молнар в октябре 2018 года как гражданин Украины был пожизненно дисквалифицирован КДК УАФ.